# Superliga de China
La Superliga de la Asociación China de Fútbol (en chino simplificado, 中国足球协会超级联赛; pinyin, Zhōngguó Zúqiú Xiéhuì Chāojí Liánsài), conocida comúnmente como Superliga de China (中超联赛) y actualmente llamada Superliga de la Asociación China de Fútbol Ping An por razones de patrocinio, es la máxima competición profesional de fútbol en la República Popular de China, organizada por la Asociación China de Fútbol, adscrita a la Confederación Asiática.
Fue creada tras la refundación de la Liga Jia-A en el año 2004. Desde 2007 cuenta con un sistema de ascenso y descenso a la China League One. Como en la mayoría de los países con temperaturas bajas en invierno, la temporada comienza en marzo y termina en noviembre.

## Historia
Como otros países asiáticos y/o comunistas, China no contó con una liga profesional de fútbol hasta los años 1990. En 1994 se celebró la primera temporada de la Jia A, liga que permitía la participación en la máxima categoría de clubes pertenecientes a empresas, y obligaba a todos sus miembros a adoptarse al profesionalismo. Anteriormente, solo podían participar en los campeonatos nacionales los clubes relacionados con las federaciones locales, o aquellos vinculados a estamentos como el ejército o la policía. El primer campeón fue Dalian Shide, entonces conocido como Dalian Wanda.
El campeonato mantuvo una buena progresión hasta 1997, después de que la selección de fútbol de China no pudo clasificarse para el Mundial de 1998, la asistencia a los estadios cayó rotundamente (registrándose asistencias de 10 personas por partido), el interés no se recuperó hasta que el combinado nacional se clasificó a la Copa Mundial de 2002. Para dar una mayor estabilidad al fútbol chino, la Federación nacional modificó de nuevo el campeonato, y en 2004 cambió su nombre a Superliga china. El nuevo torneo obligaba a sus participantes a cumplir una serie de requisitos económicos, así como fomentar la cantera y limitar la contratación de extranjeros.
A lo largo de su historia, la Superliga china se ha visto envuelta en varios escándalos relacionados con apuestas deportivas y presunto amaño de partidos, que provocaron incluso que la Televisión Central de China rechazara dar cobertura al torneo en 2009. Ese año la Federación china descendió a dos equipos por este motivo, y en 2010 el Gobierno chino forzó la dimisión de altos responsables del fútbol nacional.

## Formato
La Superliga china presenta un formato idéntico al de la mayoría de campeonatos de fútbol, con una competición de liga regular que se disputa desde marzo hasta noviembre, evitando así el invierno. Participan 16 equipos, que se enfrentan entre sí en dos rondas, a ida y vuelta. El equipo con más puntos al final de temporada se proclama campeón de liga, mientras que los dos últimos descienden al segundo nivel del fútbol chino, la China League One. Existe también un campeonato de copa, la Copa de China de fútbol.
La liga se rige por el reglamento FIFA, con tres puntos por victoria, uno en caso de empate y ninguno en derrota. Para promover el fútbol chino, la Federación nacional limita el número de jugadores extranjeros a cuatro por equipo —pudiendo alinear tres de ellos—, con una plaza extra para aquellos que provengan de un país adscrito a la Confederación Asiática. En competiciones internacionales, los dos primeros clasificados en liga y el campeón de la Copa de China de fútbol representan a China en la Liga de Campeones de la AFC.

## Equipos
| Shandong Taishan                          | Choi Kang-hee       | Jinan     | Jinan Olympic Sports Center             | 56 808 |
| Shanghái Port                             | Kevin Muscat        | Shanghái  | Pudong Football                         | 37 000 |
| Changchun Yatai                           | Xie Hui             | Changchun | Ciudad de Changchun                     | 38 500 |
| Shenzhen Peng City                        | Christian Lattanzio | Shenzhen  | Bao'an Stadium                          | 44 050 |
| Beijing Guoan                             | Quique Setién       | Pekín     | Estadio de los Trabajadores             | 68 000 |
| Qingdao                                   | Li Xiaopeng         | Qingdao   | Qingdao Tiantai                         | 20 525 |
| Henan                                     | Nam Ki-il           | Zhengzhou | Zhengzhou Hanghai                       | 29 860 |
| Meizhou Hakka                             | Milan Ristić        | Wuhua     | Huitang                                 | 30 000 |
| Shanghái Shenhua                          | Leonid Slutski      | Shanghái  | Estadio de Shanghái                     | 80 000 |
| Dalian Yingbo                             | Li Guoxu            | Dalian    | Dalian Suoyuwan Football                | 63 671 |
| Tianjin Jinmen Tiger                      | Yu Genwei           | Tianjin   | Olímpico                                | 54 696 |
| Qingdao West Coast                        | Shao Jiayi          | Qingdao   | Guzhenkou University City Sports Center | 20 000 |
| Yunnan Yukun                              | Jørn Andersen       | Yuxi      | Yuxi Plateau Sports Center              | 30 000 |
| Wuhan Three Towns                         | Filipe Martins      | Wuhan     | Hankou Cultural Sports Centre           | 20 000 |
| Zhejiang                                  | Raúl Caneda         | Hangzhou  | Huzhou Olympic Sports Centre            | 40 000 |
| Chengdu Rongcheng                         | Seo Jung-won        | Chengdu   | Chengdu Longquanyi                      | 27 000 |
| Datos actualizados al 23 de mayo de 2025. |                     |           |                                         |        |

## Historial
Para un resumen de todos los campeones a partir del fútbol profesional en China véase Campeones del fútbol chino
| Temporada | Campeón                 | Subcampeón              | Tercero                 |
| --------- | ----------------------- | ----------------------- | ----------------------- |
| 2004      | Shenzhen Jianlibao      | Shandong Luneng Taishan | Inter Shanghai          |
| 2005      | Dalian Shide            | Shanghai Shenhua        | Shandong Luneng Taishan |
| 2006      | Shandong Luneng Taishan | Shanghai Shenhua        | Beijing Guoan           |
| 2007      | Changchun Yatai         | Beijing Guoan           | Shandong Luneng Taishan |
| 2008      | Shandong Luneng Taishan | Shanghai Shenhua        | Beijing Guoan           |
| 2009      | Beijing Guoan           | Changchun Yatai         | Henan Construction      |
| 2010      | Shandong Luneng Taishan | Tianjin Teda            | Shanghai Shenhua        |
| 2011      | Guangzhou Evergrande    | Beijing Guoan           | Liaoning Whowin         |
| 2012      | Guangzhou Evergrande    | Jiangsu Sainty          | Beijing Guoan           |
| 2013      | Guangzhou Evergrande    | Shandong Luneng Taishan | Beijing Guoan           |
| 2014      | Guangzhou Evergrande    | Beijing Guoan           | Guangzhou R&F           |
| 2015      | Guangzhou Evergrande    | Shanghai SIPG           | Shandong Luneng Taishan |
| 2016      | Guangzhou Evergrande    | Jiangsu Suning          | Shanghai Shenhua        |
| 2017      | Guangzhou Evergrande    | Shanghai SIPG           | Tianjin Quanjian        |
| 2018      | Shanghai SIPG           | Guangzhou Evergrande    | Shandong Luneng Taishan |
| 2019      | Guangzhou Evergrande    | Beijing Guoan           | Shanghai SIPG           |
| 2020      | Jiangsu Suning          | Guangzhou Evergrande    | Beijing Guoan           |
| 2021      | Shandong Taishan        | Shanghái Port           | Guangzhou Evergrande    |
| 2022      | Wuhan Three Towns       | Shandong Taishan        | Zhejiang Professional   |
| 2023      | Shanghái Port           | Shandong Taishan        | Zhejiang Professional   |
| 2024      | Shanghái Port           | Shanghái Shenhua        | Chengdu Rongcheng       |

## Palmarés

### Palmarés histórico (desde 1994)
| Club                 | Títulos | Subcamp. | Años de los campeonatos                        |
| -------------------- | ------- | -------- | ---------------------------------------------- |
| Guangzhou            | 8       | 3        | 2011, 2012, 2013, 2014, 2015, 2016, 2017, 2019 |
| Dalian Shide †       | 8       | -        | 1994, 1996, 1997, 1998, 2000, 2001, 2002, 2005 |
| Shandong Taishan     | 5       | 4        | 1999, 2006, 2008, 2010, 2021                   |
| Shanghái Port        | 3       | 3        | 2018, 2023, 2024                               |
| Shanghái Shenhua     | 1       | 9        | 1995                                           |
| Beijing Guoan        | 1       | 5        | 2009                                           |
| Jiangsu †            | 1       | 2        | 2020                                           |
| Shenzhen             | 1       | 1        | 2004                                           |
| Changchun Yatai      | 1       | 1        | 2007                                           |
| Wuhan Three Towns    | 1       |          | 2022                                           |
| Liaoning †           |         | 1        |                                                |
| Beijing Chengfeng    |         | 1        |                                                |
| Tianjin Jinmen Tiger |         | 1        |                                                |

### Superliga de China (desde 2004)
| Club                       | Campeón | Años campeón                                   | Subcampeón | Años subcampeón        |
| -------------------------- | ------- | ---------------------------------------------- | ---------- | ---------------------- |
| Guangzhou Evergrande FC    | 8       | 2011, 2012, 2013, 2014, 2015, 2016, 2017, 2019 | 2          | 2018, 2020             |
| Shandong Luneng Taishan FC | 4       | 2006, 2008, 2010, 2021                         | 4          | 2004, 2013, 2022, 2023 |
| Shanghái Port FC           | 3       | 2018, 2023, 2024                               | 3          | 2015, 2017, 2021       |
| Beijing Guoan FC           | 1       | 2009                                           | 4          | 2007, 2011, 2014, 2019 |
| Jiangsu FC †               | 1       | 2020                                           | 2          | 2012, 2016             |
| Changchun Yatai FC         | 1       | 2007                                           | 1          | 2009                   |
| Dalian Shide FC †          | 1       | 2005                                           | -          | ---                    |
| Shenzhen FC                | 1       | 2004                                           | -          | ---                    |
| Wuhan Three Towns          | 1       | 2022                                           | -          | ---                    |
| Shanghái Shenhua FC        | -       | ---                                            | 4          | 2005, 2006, 2008, 2024 |
| Tianjin Teda FC            | -       | ---                                            | 1          | 2010                   |

- † Equipo desaparecido.

- Los equipos en negrita compiten en la Temporada 2021 de la Superliga. Cursiva indica equipos extintos.
- []Shanghai Shenhua fue despojado del título de la Liga Jia-A de fútbol de China 2003 el 19 de febrero de 2013 por escándalos.[2]

## Premios
Los premios oficiales de la Superliga china son concedidos a los jugadores, entrenadores y árbitros según sus actuaciones durante esa temporada.

### Bota de Oro
- El premio es concedido al máximo goleador de la temporada.
| Año  | Nacionalidad | Futbolista         | Club                    | Goles |
| ---- | ------------ | ------------------ | ----------------------- | ----- |
| 2004 | Ghana        | Kwame Ayew         | Inter Shanghai          | 17    |
| 2005 | Serbia       | Branko Jelic       | Beijing Guoan           | 21    |
| 2006 | China        | Li Jinyu           | Shandong Luneng Taishan | 26    |
| 2007 | China        | Li Jinyu           | Shandong Luneng Taishan | 15    |
| 2008 | Brasil       | Éber Luís          | Tianjin Teda            | 14    |
| 2009 | Argentina    | Hernán Barcos      | Shanghai Shenhua        | 17    |
| 2010 | Colombia     | Duvier Riascos     | Shanghai Shenhua        | 20    |
| 2011 | Brasil       | Muriqui            | Guangzhou Evergrande    | 16    |
| 2012 | Rumania      | Cristian Dănălache | Jiangsu Sainty          | 23    |
| 2013 | Brasil       | Elkeson            | Guangzhou Evergrande    | 24    |
| 2014 | Brasil       | Elkeson            | Guangzhou Evergrande    | 28    |
| 2015 | Brasil       | Aloísio            | Shandong Luneng Taishan | 22    |
| 2016 | Brasil       | Ricardo Goulart    | Guangzhou Evergrande    | 15    |
| 2017 | Israel       | Eran Zahavi        | Guangzhou R&F           | 27    |
| 2018 | China        | Wu Lei             | Shanghai SIPG           | 27    |
| 2019 | Israel       | Eran Zahavi        | Guangzhou R&F           | 29    |
| 2020 | RD Congo     | Cédric Bakambu     | Beijing Sinobo Guoan    | 14    |
| 2021 | Brasil       | Júnior Negrão      | Changchun Yatai         | 14    |
| 2022 | Brasil       | Marcão             | Wuhan Three Towns       | 27    |
| 2023 | Brasil       | Leonardo           | Zhejiang FC             | 19    |
| 2024 | China        | Wu Lei             | Shanghái Port           | 34    |

### Jugador más importante de la liga
Los ganadores de este premio son:
| Año  | Futbolista         | Club                    | Nacionalidad |
| ---- | ------------------ | ----------------------- | ------------ |
| 2004 | Zhao Junzhe        | Liaoning Zhongyu        | China        |
| 2005 | Branko Jelic       | Beijing Guoan           | Serbia       |
| 2006 | Zheng Zhi          | Shandong Luneng Taishan | China        |
| 2007 | Du Zhenyu          | Changchun Yatai         | China        |
| 2008 | Emil Martínez      | Shanghai Shenhua        | Honduras     |
| 2009 | Samuel Caballero   | Changchun Yatai         | Honduras     |
| 2010 | Duvier Riascos     | Shanghai Shenhua        | Colombia     |
| 2011 | Muriqui            | Guangzhou Evergrande    | Brasil       |
| 2012 | Cristian Dănălache | Jiangsu Sainty          | Rumania      |
| 2013 | Darío Conca        | Guangzhou Evergrande    | Argentina    |
| 2014 | Elkeson            | Guangzhou Evergrande    | Brasil       |
| 2015 | Ricardo Goulart    | Guangzhou Evergrande    | Brasil       |
| 2016 | Ricardo Goulart    | Guangzhou Evergrande    | Brasil       |
| 2017 | Eran Zahavi        | Guangzhou R&F           | Israel       |
| 2018 | Wu Lei             | Shanghai SIPG           | China        |

## Entrenadores

### Entrenadores campeones

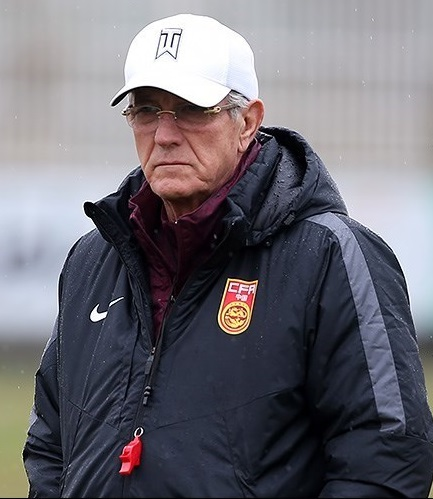
Marcello Lippi, tres títulos con el Guangzhou Evergrande.

| Año  | Nacionalidad  | Entrenador          | Club                    |
| ---- | ------------- | ------------------- | ----------------------- |
| 2004 | China         | Zhu Guanghu         | Shenzhen Jianlibao      |
| 2005 | Serbia        | Vladimir Petrović   | Dalian Shide            |
| 2006 | Serbia        | Ljubiša Tumbaković  | Shandong Luneng Taishan |
| 2007 | China         | Gao Hongbo          | Changchun Yatai         |
| 2008 | Serbia        | Ljubiša Tumbaković  | Shandong Luneng Taishan |
| 2009 | China         | Hong Yuanshuo       | Beijing Guoan           |
| 2010 | Croacia       | Branko Ivanković    | Shandong Luneng Taishan |
| 2011 | Corea del Sur | Lee Jang-Soo        | Guangzhou Evergrande    |
| 2012 | Italia        | Marcello Lippi      | Guangzhou Evergrande    |
| 2013 | Italia        | Marcello Lippi      | Guangzhou Evergrande    |
| 2014 | Italia        | Marcello Lippi      | Guangzhou Evergrande    |
| 2015 | Brasil        | Luiz Felipe Scolari | Guangzhou Evergrande    |
| 2016 | Brasil        | Luiz Felipe Scolari | Guangzhou Evergrande    |
| 2017 | Brasil        | Luiz Felipe Scolari | Guangzhou Evergrande    |
| 2018 | Portugal      | Vítor Pereira       | Shanghai SIPG           |
| 2019 | Italia        | Fabio Cannavaro     | Guangzhou Evergrande    |
| 2020 | Rumania       | Cosmin Olăroiu      | Jiangsu Suning          |
| 2021 | China         | Hao Wei             | Shandong Luneng Taishan |
| 2022 | España        | Pedro Morilla       | Wuhan Three Towns       |
| 2023 | España        | Javier Pereira      | Shanghái Port           |
| 2024 | Australia     | Kevin Muscat        | Shanghái Port           |

### Entrenador del año
- El entrenador mejor considerado en cada temporada.
| Año  | Nacionalidad | Entrenador          | Club                    | Resultados                                         |
| ---- | ------------ | ------------------- | ----------------------- | -------------------------------------------------- |
| 2004 | China        | Zhu Guanghu         | Shenzhen Jianlibao      | Campeón de la Superliga china                      |
| 2005 | Serbia       | Vladimir Petrović   | Dalian Shide            | Campeón de la Superliga y Copa china               |
| 2006 | Serbia       | Ljubiša Tumbaković  | Shandong Luneng Taishan | Campeón de la Superliga y Copa china               |
| 2007 | China        | Gao Hongbo          | Changchun Yatai         | Campeón de la Superliga china                      |
| 2008 | Serbia       | Ljubiša Tumbaković  | Shandong Luneng Taishan | Campeón de la Superliga china                      |
| 2009 | China        | Tang Yaodong        | Henan Jianye            | Tercero en la Superliga china                      |
| 2010 | Croacia      | Branko Ivanković    | Shandong Luneng Taishan | Campeón de la Superliga china                      |
| 2011 | China        | Ma Lin              | Liaoning Whowin         | Tercero en la Superliga china                      |
| 2012 | Serbia       | Dragan Okuka        | Jiangsu Sainty          | Subcampeón de la Superliga china                   |
| 2013 | Italia       | Marcello Lippi      | Guangzhou Evergrande    | Campeón de la Superliga china y Champions Asiática |
| 2014 | España       | Gregorio Manzano    | Beijing Guoan           | Subcampeón de la Superliga china                   |
| 2015 | Brasil       | Luiz Felipe Scolari | Guangzhou Evergrande    | Campeón de la Superliga china y Champions Asiática |
| 2016 | Brasil       | Luiz Felipe Scolari | Guangzhou Evergrande    | Campeón de la Superliga china                      |
| 2017 | Italia       | Fabio Cannavaro     | Tianjin Quanjian        | Tercero en la Superliga china                      |
| 2018 | China        | Li Xiaopeng         | Shandong Luneng Taishan | Tercero en la Superliga china                      |

## Estadísticas

### Clasificaciones históricas

#### Clasificación histórica total
Los 1454 puntos logrados por el Shandong Taishan lo sitúan como líder de la clasificación histórica del fútbol profesional chino desde 1994. 35 puntos por debajo se encuentra el segundo clasificado, el Beijing Guoan.
Los únicos tres clubes que han estado presentes en todas las ediciones de la competición son el Shandong Taishan, el Beijing Guoan y el Shanghái Shenhua.
| Pos |  | Club                 | Temporadas | Puntos | PJ  | PG  | PE  | PP  | Títulos | % Tít. | % Punt. |
| --- |  | -------------------- | ---------- | ------ | --- | --- | --- | --- | ------- | ------ | ------- |
| 1   |  | Shandong Taishan     | 20         | 1454   | 852 | 410 | 224 | 218 | 5       | -      | -       |
| 2   |  | Beijing Guoan        | 20         | 1419   | 852 | 391 | 249 | 212 | 1       | -      | -       |
| 3   |  | Shanghái Shenhua     | 20         | 1352   | 852 | 371 | 251 | 230 | 1       | -      | -       |
| 4   |  | Tianjin Jinmen Tiger | 15         | 1057   | 804 | 272 | 247 | 285 | -       | -      | -       |
| 5   |  | Guangzhou FC         | 19         | 930    | 524 | 270 | 120 | 134 | 8       | -      | -       |
| 6   |  | Changchun Yatai      | 17         | 870    | 672 | 227 | 189 | 256 | 1       | -      | -       |
| 7   |  | Dalian Shide         | 12         | 858    | 502 | 240 | 144 | 118 | 8       | -      | -       |
| 8   |  | Guangzhou City       | 17         | 794    | 692 | 199 | 197 | 296 | -       | -      | -       |
| 9   |  | Shanghái Port        | 17         | 691    | 350 | 203 | 82  | 65  | 3       | -      | -       |
| 10  |  | Liaoning FC          | 13         | 691    | 552 | 180 | 151 | 221 | -       | -      | -       |

## Patrocinios
| Año       | Patrocinio        |
| --------- | ----------------- |
| 2004      | Siemens Mobile    |
| 2005      | Sin Patrocinios   |
| 2006      | IPhox             |
| 2007-2008 | Kingway Beer      |
| 2009-2010 | Pirelli           |
| 2011-2013 | Wanda Plaza       |
| 2011-2018 | Ping An Insurance |